# Emese Hunyadyová
Emese Hunyadyová (* 4. března 1966 Budapešť) je bývalá maďarsko-rakouská rychlobruslařka.
Již ve svých deseti letech startovala v roce 1977 na maďarském juniorském šampionátu, kde skončila šestá. Na mezinárodních závodech se poprvé objevila v roce 1978, v roce 1982 debutovala na seniorském Mistrovství světa ve sprintu (24. místo). V roce 1984 startovala na Zimních olympijských hrách v Sarajevu, kde na trati 500 m skončila devatenáctá a v závodě na 1000 m dojela na 30. místě. Světového poháru se účastnila od jeho vzniku na podzim 1985. Tehdy již reprezentovala Rakousko, neboť se v roce 1985 vdala za rakouského trenéra Thomase Nemetha a získala tak rakouské občanství. Největších úspěchů dosáhla v první polovině 90. let 20. století, kdy, kromě dalších medailí, vyhrála závod na 1500 m na Zimních olympijských hrách 1994, Mistrovství světa ve víceboji 1994 a Mistrovství Evropy 1993 a zvítězila v sezóně 1993/1994 v celkovém hodnocení Světového poháru v závodech na 1500 m. V následujících letech se výsledkově pohybovala v první desítce ve víceboji a na distancích 1500 a 3000 m a získala několik dalších medailí, přičemž největším úspěchem bylo vítězství na trati 1500 m na světovém šampionátu na jednotlivých tratích 1999. V roce 2002 se zúčastnila již šesté zimní olympiády (1984, 1988, 1992, 1994, 1998 a 2002), nejlepším výsledkem bylo deváté místo v závodě na 3 km. Sezónu 2002/2003 vynechala, nastoupila ještě do úvodních závodů Světového poháru v sezóně 2003/2004 a poté ukončila aktivní závodní kariéru.
Její manželství s Thomasem Nemethem bylo po několika letech rozvedeno, Hunyadyová si i přes to ponechala rakouské občanství. Později se vdala za Tima Järvinena, bývalého finského rychlobruslaře.